# Athena Lenormant

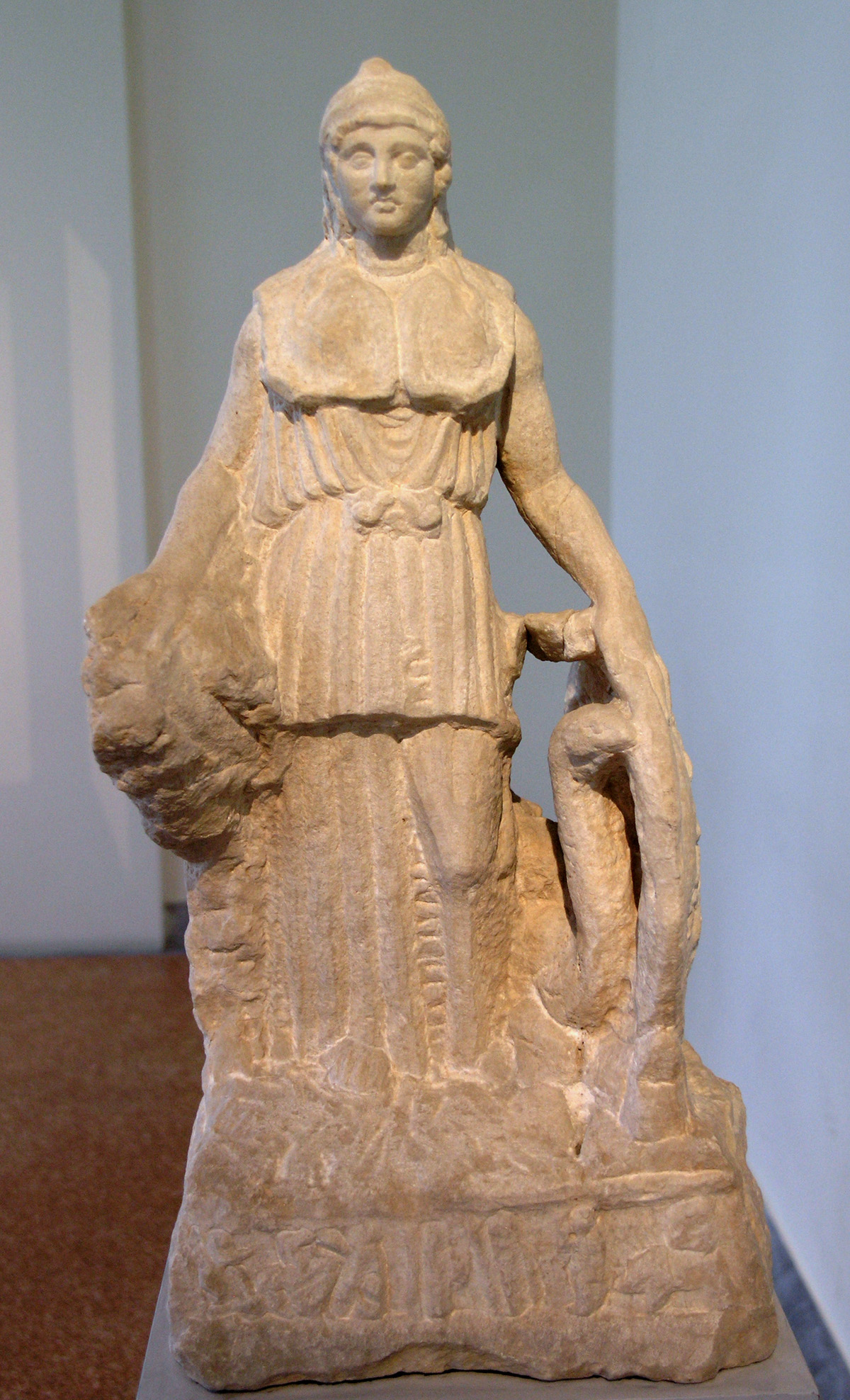
Frontalansicht der Athena Lenormant

Als Athena Lenormant wird eine kleine griechische Statuette bezeichnet, die im ersten Jahrhundert n. Chr. geschaffen wurde.

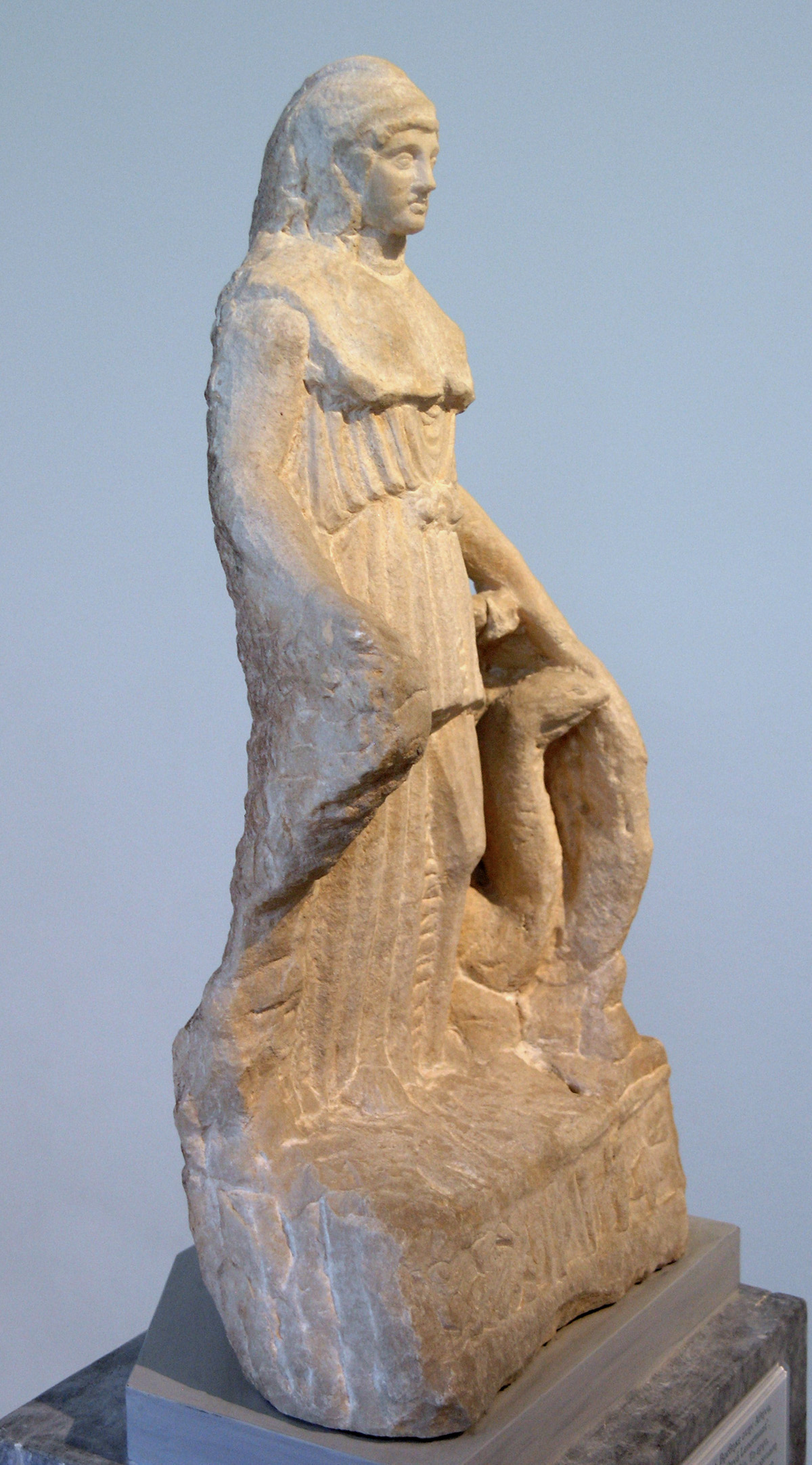
Seitenansicht mit Blick auf die unfertige Rückseite

Die Athena Lenormant wurde 1859 nahe dem Pnyx-Hügel in Athen gefunden und ein Jahr später von François Lenormant als kleine Nachbildung der Athena Parthenos des Phidias erkannt. Nach Lenormant erhielt das 41 Zentimeter hohe Stück aus pentelischem Marmor auch seinen Beinamen. Das unfertige Werk ist von herausragender kunsthistorischer Bedeutung, da es nicht nur die Statue der Athena, sondern auch die Reliefs auf dem Schild und der Basis zeigt, die bis dahin nur aus schriftlichen Quellen bekannt waren.
Athena steht aufrecht in ruhiger, würdevoller Haltung, das rechte ist das Stand-, das linke das Spielbein. Sie ist mit einem attischen Peplos bekleidet. Der linke Arm ruht auf ihrem Schild. Auf dem Schild ist eine Amazonomachie zu sehen. In der rechten Hand, die auf einer Stütze gelagert ist, müsste Athena eine Nike halten, diese ist jedoch nicht erhalten. Die nicht völlig ausgearbeitete Basis zeigt die Geburt der Pandora. Auch die Rückseite ist noch in unfertigem Zustand.
Heute befindet sich die Statuette im Archäologischen Nationalmuseum Athen unter der Inventarnummer 128.